# Onze-Lieve-Vrouw-Geboortekerk (Kapellen)

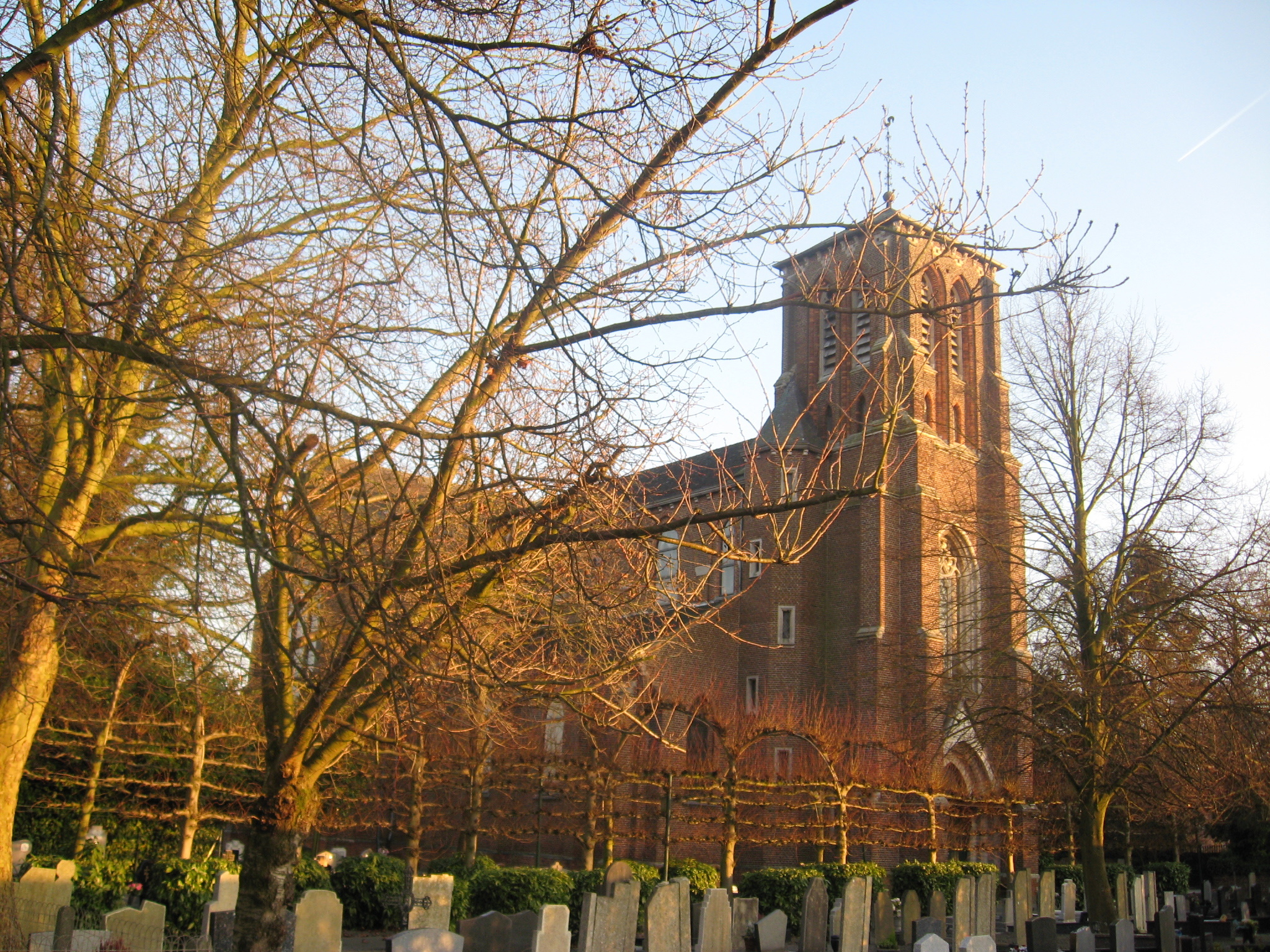
Onze-Lieve-Vrouw-Geboortekerk

De Onze-Lieve-Vrouw-Geboortekerk is de parochiekerk van de tot de Vlaams-Brabantse gemeente Glabbeek behorende plaats Kapellen, gelegen aan de Dorpsstraat.

## Geschiedenis
Deze kerk werd in 1881-1882 gebouwd in neogotische stijl, naar ontwerp van Louis Van Arenbergh.
De georiënteerde basilicale kruiskerk is opgetrokken in baksteen. Hij heeft een zware voorgebouwde toren die gedekt wordt door een tentdak nadat de oorspronkelijke hoge spits al tijdens de bouw door brand werd vernield.

## Interieur
Het merendeel van het kerkmeubilair is 19e-eeuws. Twee biechtstoelen dateren uit de 18e eeuw.
Er zijn een aantal belangrijke beelden zoals een 13e-eeuwse sedes sapientiae. Uit de 16e eeuw zijn een aantal heiligenbeelden en uit de 17e eeuw is een Christus op de koude steen.
Aan de gevel van de noordelijke dwarsbeuk is een gedenkplaat aangebracht met betrekking tot de Boerenkrijg die hier in 1798 in alle hevigheid plaatsvond.